# Hesychotypa maculosa
Hesychotypa maculosa är en skalbaggsart som först beskrevs av Bates 1865.  Hesychotypa maculosa ingår i släktet Hesychotypa och familjen långhorningar. Inga underarter finns listade i Catalogue of Life.